# Línia evolutiva de Grimer
Aquesta línia evolutiva de Pokémon inclou Grimer i Muk.

## Grimer
Grimer és una de les espècies que apareixen a la franquícia Pokémon. És de tipus verí i evoluciona a Muk.

## Muk
Muk és una de les espècies que apareixen a la franquícia Pokémon. És de tipus verí i evoluciona de Grimer. El personatge principal, Ash Kechump, en té un.